# Глутниците
Глутниците (болг. Глутниците) — село в Болгарии. Находится в Габровской области, входит в общину Трявна. Население составляет 4 человека.

## Политическая ситуация
Глутниците подчиняется непосредственно общине и не имеет своего кмета.
Кмет (мэр) общины Трявна — Драгомир Иванов Николов (независимый) по результатам выборов.